# Blind Guardian
Blind Guardian je německá hudební skupina založená roku 1985 ve městě Krefeld jako speed metalové těleso s názvem Lucifer's Heritage. První album, pojmenované Battalions Of Fear, vydala již pod svým současným názvem v sestavě: Hansi Kürsch (zpěv a baskytara), André Olbrich (kytary), Marcus Siepen (kytary) a Thomas Stauch (bicí).
V témže složení kapela úspěšně fungovala téměř dvacet let a vydala alba: Follow The Blind (1989), Tales From The Twilight World (1991), Somewhere Far Beyond (1992), živák Tokyo Tales (1993), Imagination From The Other Side (1995), Nightfall In Middle-Earth (1998), A Night At The Opera (2002), živé album Live (2003) a DVD Imagination Through The Looking Glass (2004). Za dobu své existence se hudba kapely vyvinula v kombinaci power a speed metalu, která však z definic obou žánrů silně vybočuje. V roce 2005 se stal novým bubeníkem kapely Frederik Ehmke a spolu s ním Blind Guardian začali pracovat na novém albu A Twist In The Myth, jež vyšlo na podzim roku 2006 pod distribucí firmy Nuclear Blast.
Mezi témata, o která se kapela při své tvorbě opírá, patří především literatura (J. R. R. Tolkien, Stephen King…), bájná historie (antické eposy), fantasy motivy a vzácně i reflexe světových událostí.